# Flora de Andalucía
La Comunidad Autónoma de Andalucía es una zona extremadamente rica en flora debido a sus particulares condiciones climáticas, ambientales e históricas así como al impacto de especies vegetales invasoras

## Origen de la flora actual
La flora de Andalucía tiene su origen como la de todo el Reino Holártico, en la llamada Flora artoterciaria, originada en Europa en el terciario inferior. De esta época son los géneros Pinus, Quercus, Alnus, Populus, etc, y los ya extinguidos en el continente europeo Ginkgo, Magnolia o Diospyros.
Estos bosques comenzaron su regresión durante el terciario medio, debido a un aumento en la temperatura del Mediterráneo y a una mayor sequía, dando lugar a bosques esclerófilos y a la aparición de sabanas y semidesiertos. Sin embargo la flora artoterciaria continuó con su presencia en el sur de Europa gracias a su gran adaptabilidad.
En el terciario superior comenzaron a bajar las temperaturas paulatinamente, generalizándose un clima continental que sustituyó al clima tropical hasta entonces imperante; proceso que culminó con las glaciaciones del Cuaternario. Este factor tuvo como consecuencia el desplazamiento de la vegetación hacia el sur de Europa y la extinción de la mayoría de las especies tropicales y parte de las artoterciarias termófilas.

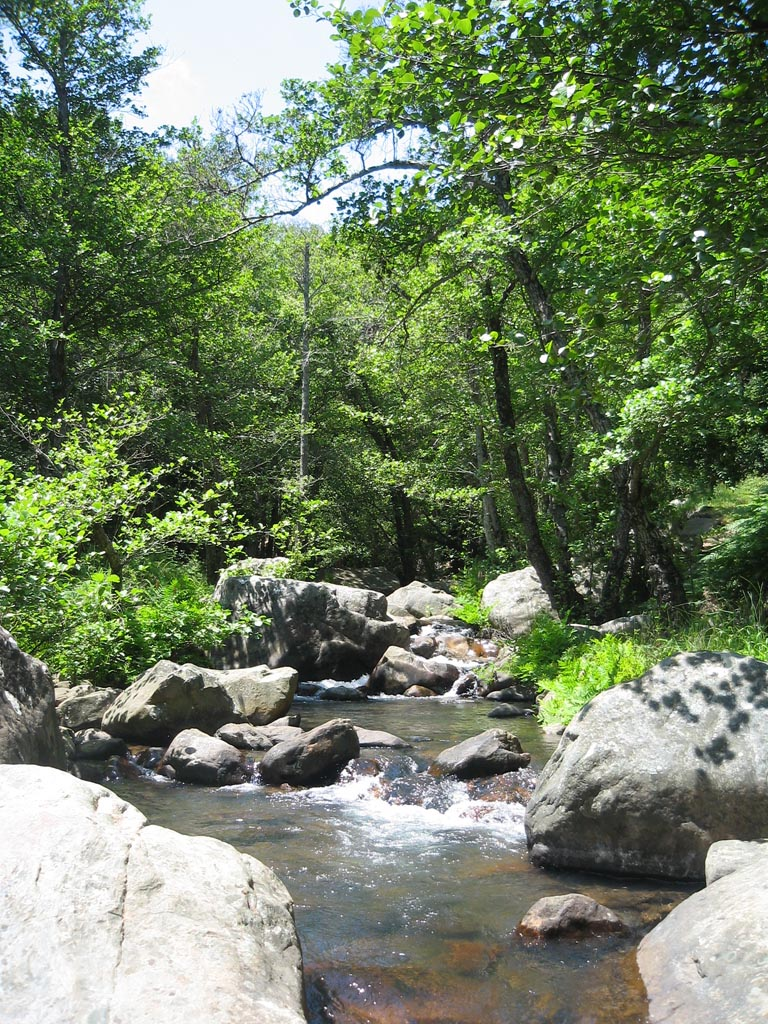
Canuto del Río de la Miel.

En Andalucía se refugiaron en esta época los últimos bosques tropicales, sobre todo al amparo de las nuevas cordilleras formadas que hacían de pantalla frente al frío del norte, perdurando hasta la actualidad especies relictas terciarias en las sierras campogibraltareñas, como el Rhododendron ponticum, el Psilotum nudum y numerosas especies de helechos. Asimismo se extiendieron los ecosistemas cálidos y secos, origen de la actual flora mediterránea, apareciendo algunos géneros importantes como Laurus, Ceratonia y Pistacia. El sur de la península ibérica y el norte de África, en estrecho contacto en esta época, fueron piezas clave en la formación de esta flora.
Durante el cuaternario se alternaron descensos bruscos de la temperatura (glaciaciones) y periodos templados (periodos interglaciares). En Andalucía durante los periodos fríos existió una vegetación esteparia, salvo en el ámbito de Sierra Nevada, donde se situaban amplios glaciares, y en la costa, donde se refugiaron los bosques caducifolios al amparo del carácter atlántico del clima. Durante las épocas más cálidas, esta flora se extendió hacia el norte, mientras que en el sur aparecieron nuevas especies similares a la flora mediterránea actual.
En el Holoceno comenzaron a fundirse la mayor parte de los hielos y se desarrolló la mayoría de especies arbustivas y caducifolias actuales. En las montañas se amplió el límite del bosque reduciéndose el número de especies alpinas y originando la actual flora de Sierra Nevada. En la Serranía de Ronda y Grazalema se refugian los bosques de abetáceas, que se mantienen hasta la actualidad. En el resto del territorio se extenderió la vegetación mediterránea desarrollada durante los interglaciares.

## Condicionantes de la flora andaluza
La posición geográfica de Andalucía en el extremo oriental de Europa y su condición de nexo entre dos mares y entre dos continentes, la convierten en una región con una gran biodiversidad y riqueza florística. En el desarrollo de esta han influido una serie de factores:
El clima de Andalucía, de tipo mediterráneo con influencia oceánica, caracterizado por la escasez de precipitaciones en verano, la alta insolación y las escasez de heladas. En el ombroclima húmedo (1000-1600 mm) y subhúmedo (600-1000 mm) se encuentran las zonas abiertas a los vientos húmedos del Atlántico o las zonas que por su altitud reciben un aporte mayor de agua. El ombroclima seco (350-600 mm) se desarrolló en la mayoría del territorio al que está ligado el encinar como vegetación climácica. Por último, el ombroclima semiárido (<350 mm) se desarrolla en las zonas de Granada y Almería, donde Sierra Nevada y las Alpujarras impiden la penetración de los vientos húmedos del Atlántico.
El relieve es un gran factor configurador de la vegetación. Es responsable de los islotes de mayor publiometría en las laderas de barlovento —expuestas a vientos húmedos—.

## Adaptaciones de la flora andaluza

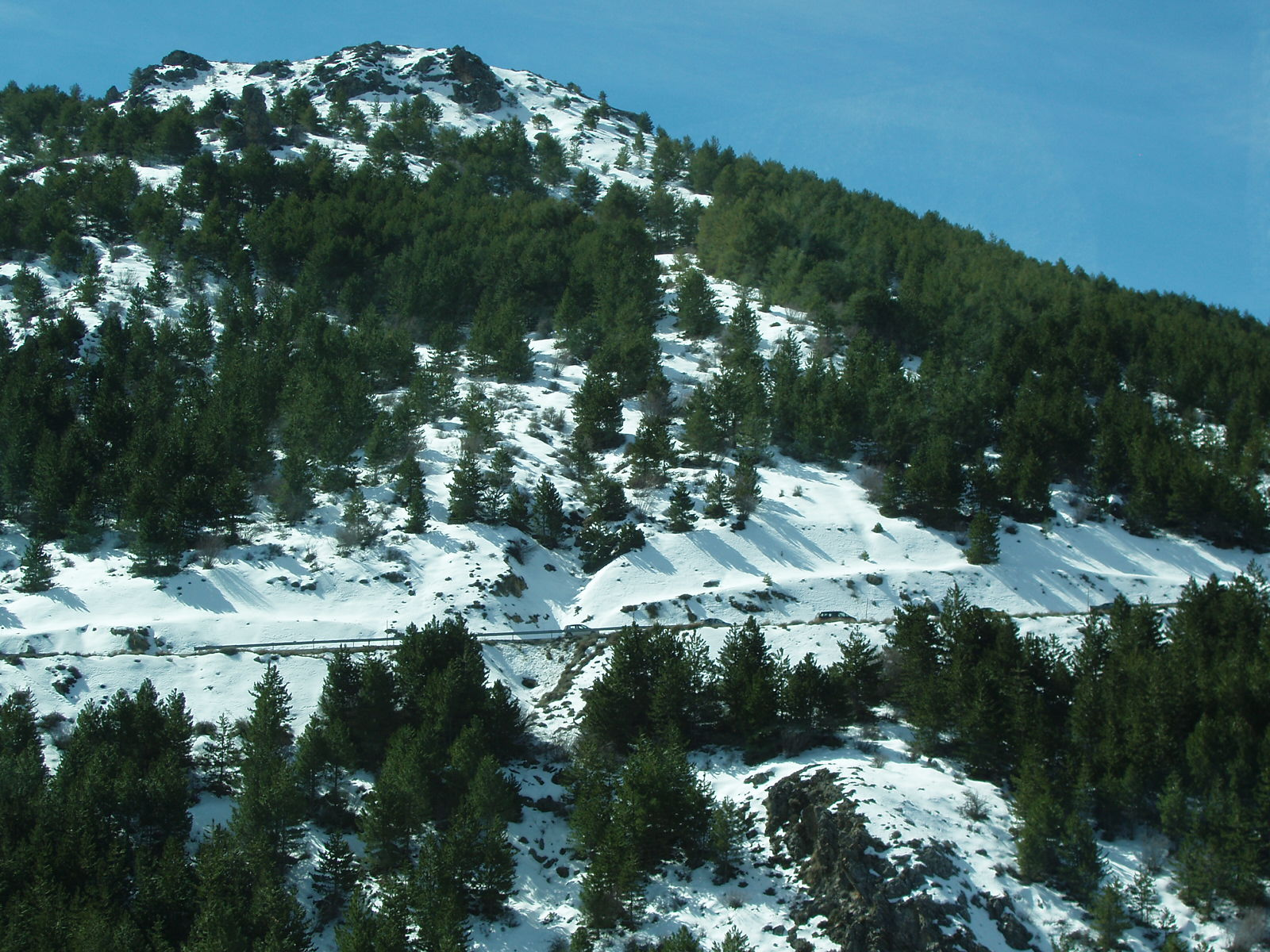
Sierra Nevada.

La adaptación de las plantas a los diferentes factores climáticos y edafológicos de la región andaluza ha desarrollado su peculiar y variada flora. En Andalucía el principal factor climático limitante para la flora es la ausencia de precipitaciones. Las adaptaciones encaminadas a reducir el estrés hídrico se centran en evitar la pérdida de agua por traspiración. De este modo las plantas pueden aumentar el grosor de su cutícula y reducir el número de estomas como en Nerium oleander o reducir el número de hojas como en Retama.
El exceso de insolación es un factor limitante de cierta importancia. Una radiación demasiado acusada puede producir degradación de los pigmentos vegetales necesarios para la fotosíntesis, así como originar radicales de oxígeno que pueden dañar seriamente los tejidos. Para evitar los efectos del exceso de luz algunas plantas cubren sus hojas con ceras o aceites, como en Salvia rosmarinus, u orientan sus cloroplastos de modo que reciban la menor insolación posible.
La escasez de nutrientes en el suelo es paliada en algunas plantas con una dieta heterótrofa alternativa, como ocurre con el Drosophyllum lusitanicum, ibero- norteafricano presente en las colinas próximas al Estrecho de Gibraltar.
En las regiones más frías de Sierra Nevada, las plantas desarrollan tallos rastreros y estructuras con forma alhomadillada, para protegerse de las bajas temperaturas de invierno (efecto iglú) y de la elevada evapotranspiración de verano. Otras adaptaciones características del clima mediterráneo son, por ejemplo, que el alcornoque (Quercus suber) sea más resistente al fuego que otras plantas gracias a sus tejidos suberificados o que las plantas presentes en el subdesierto de Tabernas soporten el clima más seco de la Región mediterránea.
La región costera es una zona de alta endemicidad debido a sus particulares condiciones ambientales. Las especies tolerantes a la alta salinidad crecen en cordones dunares y marismas costeras, siendo extremadamente tolerantes a la deshidratación debida a la salinidad y a la extrema insolación del verano.

## Fitogeografía

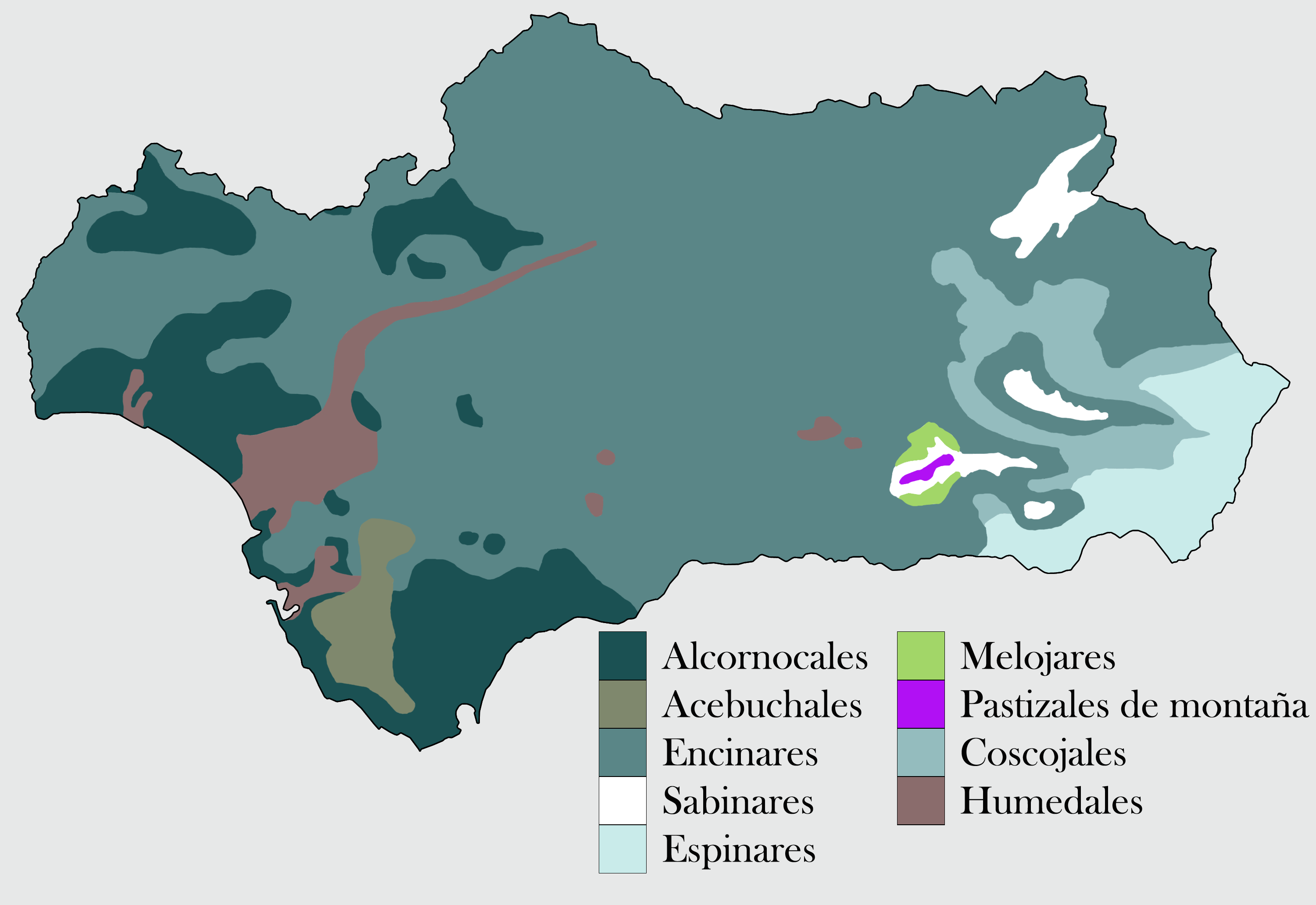
Vegetación potencial de Andalucía

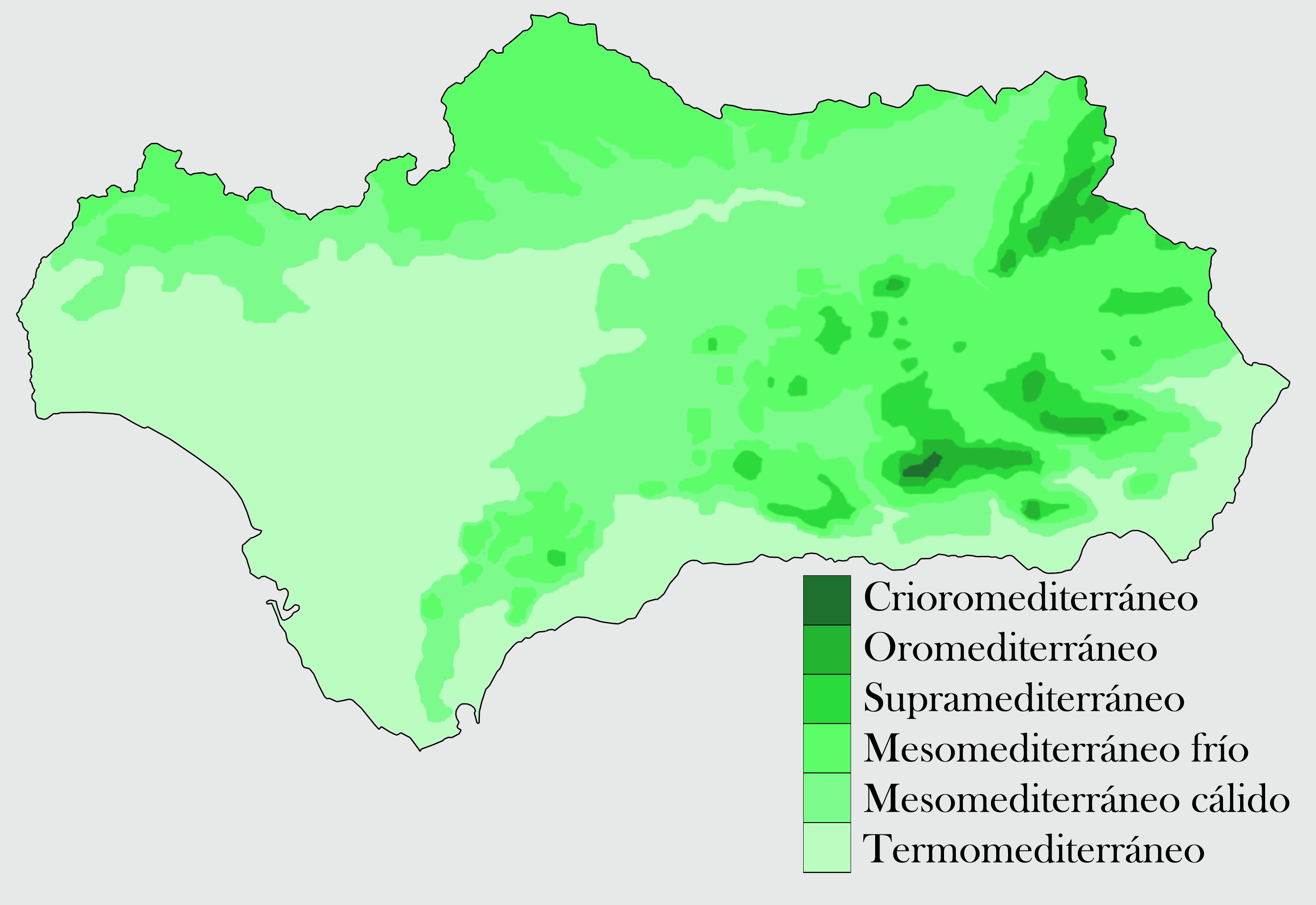
Pisos bioclimáticos de la comunidad autónoma.

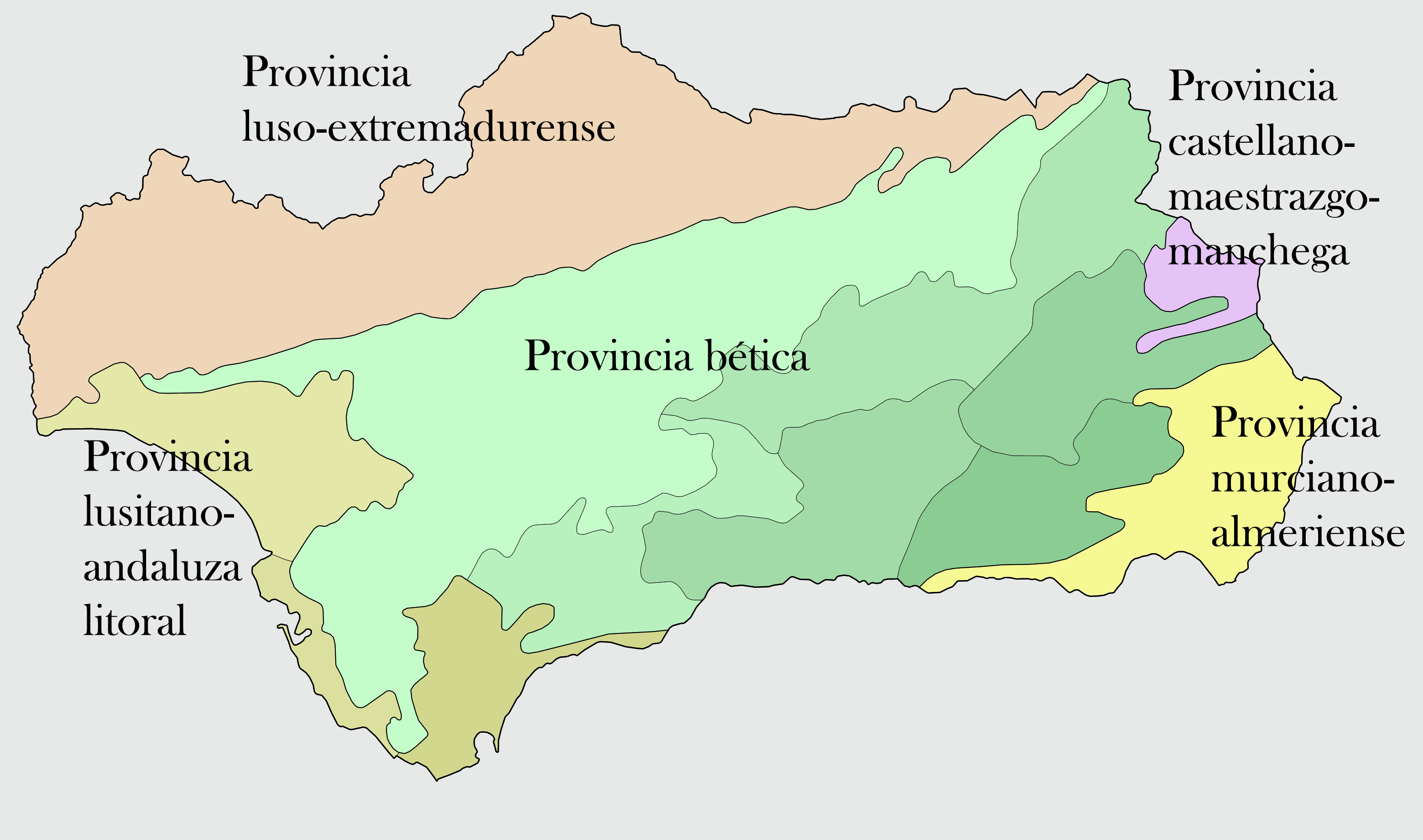
Provincias corológicas de Andalucía

Andalucía, biogeográficamente hablando, forma parte del Reino Holártico, concretamente de la Región mediterránea, subregión Mediterránea Occidental, y está formada por cinco sectores fitogeográficos:

### Sector Mariánico-Monchiquense
Perteneciente a la Provincia Mediterránea Ibérica Occidental, Subprovincia Luso-Extremadurense, la provincia de mayor extensión de la península ibérica, ocupando gran parte del occidente. Se caracteriza por poseer veranos muy secos debido principalmente al anticiclón de las Azores, aunque durante el invierno las precipitaciones son relativamente altas, sobre todo en zonas cercanas a la costa. En Andalucía está presente en la cuenca del Guadiana y Sierra Morena, formando parte del subsector Mariánico-Monchiquense. Poseen un sustrato silíceo, muy pobre en bases.
- Piso Termomediterráneo. Dominan los encinares y alcornocales, estos últimos en zonas con suelos arenosos y baja pluviosidad.
- Piso Mesomediterráneo. Siguen dominando encinares y alcornocales aunque es posible que aparezcan melojares de Quercus pyrenaica en zonas donde no exista sequía y quejigales de Quercus faginea subs.broteroi si no hay continentalidad.
- Piso Supramediterráneo. Principalmente aparecen melojales silícolas y si las temperaturas no son demasiado bajas también quejigales.

### Sectores Gaditano-Aljíbico y Onubense
Pertenecientes a la Provincia Lusitano-Andaluza litoral, Subprovincia Onubo-Gaditano-Algarviense. En general el clima se caracteriza por elevadas precipitaciones y temperaturas cálidas todo el año, amortiguadas siempre por la cercanía al mar. En Andalucía, ocupa una estrecha franja litoral desde Calaburras en Málaga hasta la frontera con Portugal donde continúa. Se extiende hacia el interior en el entorno de Doñana y las Sierras de Algeciras. Los suelos son silíceos, normalmente arenosos, muy pobres en bases y oligotrofos.
- Piso Termomediterráneo. Ocupa la mayor parte de la subprovincia. Dominan los alcornocales que pueden dar lugar a encinares en zonas secas. En las zonas más húmedas de las sierras de forman los denominados canutos, bosques de galería con formaciones subtropicales donde domina el quejigal andaluz (Quercus canariensis). En zonas abruptas existen lentiscales y en los bujeos acebuchales. La mayor parte de la franja litoral está ocupada por sabinares (Juniperus turbinata) y enebrales (Juniperus oxycedrus subs.macrocarpa).
- Piso Mesomediterráneo. En él aparece el alcornocal, que puede dar paso a quejigales silícolas de Quercus canariensis en las zonas húmedas o hiperhúmedas.

### Sectores Béticos
Los Sectores Hispalense, Rondeño, Malacitano-Almijarense, Alpujarrano-Gadorense, Nevadense, Subbético y Guadiciano-Bacense, pertenecen a la Provincia Bética. Las precipitaciones en invierno no son excesivamente abundantes y durante el verano se producen etapas de total ausencia de ellas, las temperaturas son muy altas en verano y, salvo cerca de la costa bajas en invierno. Es la provincia que ocupa la mayor parte de Andalucía. Comprende las sierras Béticas, las depresiones interiores y la Depresión del Guadalquivir. El sustrato es principalmente calizo o dolomítico, predominando los suelos básicos. Existen importantes afloramientos calizos en la Axarquía y zonas interiores de Sierra Nevada, así como suelos ultrabásicos en la Serranía de Ronda. Es la región de mayor endemicidad de las presentes en Andalucía.
- Piso Termomediterráneo. Presencia de encinares que pueden devenir en alcornocales en zonas de mayor humedad y suelos arenosos. Cuando las precipitaciones escasean aparecen lentiscales o pinares de Pinus nigra. En las zonas de bujeos, con suelos vérticos, aparecen acebuchales.
- Piso Mesomediterráneo. Principalmente encinares silícolas y basófilos y alcornocales. Dependiendo de la presencia de lluvia aparecerán coscojales donde esta escasee y melojales o coscojales donde sea abundante. En los suelos dolomíticos aparecen bosques de Pino negral (Pinus pinaster subs.acutisquama).
- Piso Supramediterráneo. Encinares basófilos de Quercus rotundifolia. Sólo si hay lluvias abundantes aparecerán melojales silicícolas. En la Serranía de Ronda dominan los pinsapares.
- Piso Oromediterráneo. Los pinares y sabinares basófilos ocupan este piso bioclimático. En zonas silíceas aparece el enebro (Juniperus nana).
- Piso Crioromediterráneo. Este piso sólo aparece en las cumbres de Sierra Nevada, donde la vegetación a base de pastizales psicroxerófilos silicícolas de Festuca clementei contiene gran cantidad de endemismos.

### Sector Almeriense
Perteneciente a la Provincia Murciano-Almeriense, que ocupa el sudeste de la península. Su principal característica es la escasa pluviosidad durante todo el año, la menor de toda la comunidad autónoma, las temperaturas son altas en verano y moderadas en invierno. En Andalucía parte de las provincias de Almería y Granada.
- Piso Termomediterráneo. Es el piso que ocupa la mayor parte de la provincia. Debido a la escasez de precipitaciones los bosques no forman parte de su flora potencial, siendo esta los cambronales o formaciones arbustivas espinosas, con azufaifales, cornicales y espinares de arto (Maytenus senegalensis). También es común el matorral subdesértico y los sabinares costeros.
- Piso Mesomediterráneo. Aparecen en zonas interiores, más frías y con escasa pluviosidad. Al igual que en el piso anterior, es posible la existencia de coscojales. En las zonas puntuales con mayor precipitación pueden darse los encinares.

### Sector Manchego
Perteneciente a la Provincia Mediterránea Ibérica Central. Subprovincia Castellana. La mayor parte de su extensión la ocupa en territorios de la Meseta Central y el levante peninsular. En Andalucía ocupa una pequeña porción de las provincias de Granada y Almería, concretamente en los llanos de Topares y Chirivel. Posee materiales ricos en bases lo que condiciona su flora. Se caracteriza por poseer precipitaciones muy escasas en verano y poco abundantes en invierno. Destaca la gran diferencia entre las temperaturas invernales y veraniegas que se sitúan en extremos.
- Piso Mesomediterráneo: dominan encinares y quejigales con bajas precipitaciones o quejigales y melojares si no existe xericidad.
- Piso Supramediterráneo: domina principalmente el encinar basófilo pero debido a la xericidad estival y al sustrato puede devenir en melojales o quejigales.
- Piso Oromediterráneo: los planifolios pierden su potencialidad y aparecen pinares de Pinus nigra y sabinares basófilos de Juniperus sabina.

### Medio marino
La zona intermareal y próxima a la costa de Andalucía puede dividirse claramente en dos sectores, el sector mediterráneo y el atlántico definidos por las diferentes condiciones ambientales del océano Atlántico y el mar Mediterráneo, más frío el primero y cálido el segundo con una zona de transición en el Estrecho de Gibraltar. Los fondos marinos de Andalucía se encuentran hoy día tremendamente degradados debido fundamentalmente a la acción humana algunos de los princapales núcleos de ocupación cerca de la costa. Un claro indicador de la riqueza florística del medio marino es la presencia del fanerófito Posidonia oceanica, especie sensible a las alteraciones del medio propia del Mediterráneo. En Andalucía existen praderas de Posidonia en todas las provincias mediterráneas salvo en la zona oriental del Campo de Gibraltar. A pesar de ello las poblaciones se encuentran muy fragmentadas en las provincias de Málaga y Granada y sólo en la provincia de Almería, concretamente en el entorno del Cabo de Gata, es posible localizar extensiones considerables de este vegetal.

## Espacios naturales

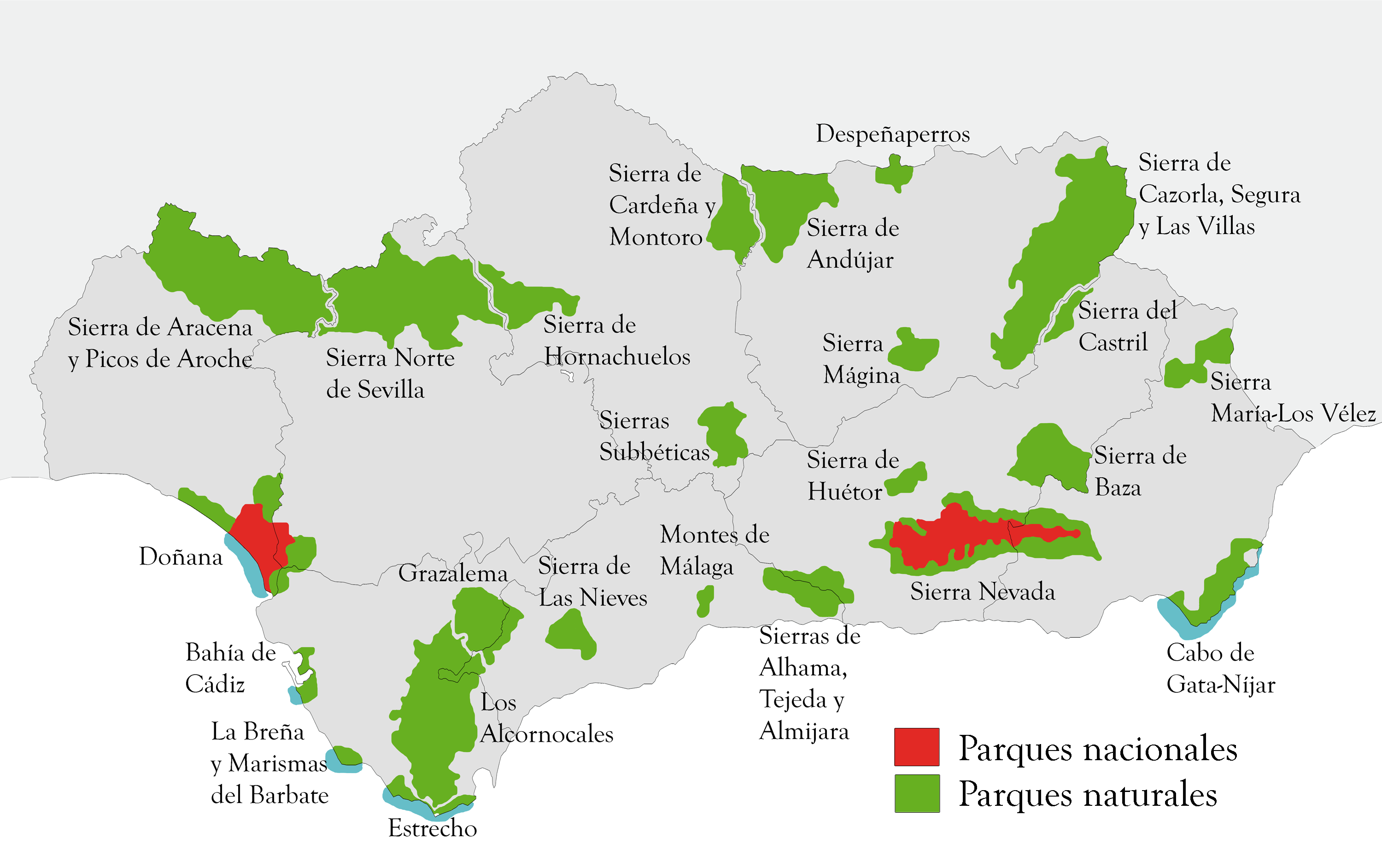
Espacios Naturales de Andalucía.

En la región existen áreas protegidas que representan prácticamente todos los hábitats presentes. Estas áreas se encuentran bajo diferentes figuras de protección, existiendo 23 parques naturales (con una extensión total de 1.447.611), 2 parques nacionales (con 142.752 ha protegidas), 30 reservas naturales y 31 parajes naturales (con una extensión de 67.864 hectáreas). En total 1 658 227 ha protegidas en toda la comunidad.
La totalidad del área alpina de la región se encuentra protegida en el Parque nacional de Sierra Nevada. En las áreas subdesérticas de Tabernas y Cabo de Gata, se encuentran las áreas lacustres, las marismas y los bosques mejor conservados de Andalucía.

### Red de Jardines Botánicos en Espacios Naturales de Andalucía
Existen en Andalucía una serie de jardines botánicos en los se encuentra la flora más representativa de los espacios naturales donde están situados. Estos botánicos son:
- Jardín Botánico del Albardinar, en Rodalquilar (parque natural Cabo de Gata-Níjar. Sector biogeográfico Almeriense)
- Jardín Botánico de la Umbría de la Virgen, en María (parque natural de Sierra de María-Los Vélez. Sectores Biogeográficos Guadiciano-Bacense y Manchego)
- Jardín Botánico El Castillejo, en El Bosque (parque natural Sierra de Grazalema. Sector Biogeográfico Rondeño)
- Jardín Botánico de San Fernando, en San Fernando (parque natural de la Bahía de Cádiz. Sector Biogeográfico Gaditano-Onubo-Algarviense)
- Jardín Botánico de la Cortijuela, en Monachil (Parque nacional de Sierra Nevada. Sector Biogeográfico Malacitano-Almijarense. Zonas altas)
- Jardín Botánico Torre del Vinagre, en Coto Ríos (parque natural de las Sierras de Cazorla, Segura y Las Villas. Sector Biogeográfico Subbético)
- Jardín Botánico El Robledo, en Constantina (parque natural Sierra Norte de Sevilla. Sector Biogeográfico Mariánico-Monchiquense)